# Johann III. Radlica
Johann III. Radlica (* vor 1361 in Radliczyce bei Kalisz, Königreich Polen; † 12. Januar 1392 in Krakau) war von 1382 bis 1392 Bischof von Krakau.

## Biografie

Radlicas Wappen

Johann Radlica entstammte einer Szlachta-Familie, die das Wappen von Korab trug. Ab 1361 studierte er an den Universitäten von Paris und Montpellier Theologie und Medizin.
Ab 1374 war er als Domherr in Krakau tätig. 1376 wurde er zum Leibarzt von König Ludwig ernannt. 1380 wurde zum Kanzler der Krone ernannt. Am 5. Februar 1382 wurde er als Nachfolger von Zawisza von Kurozweki zum Bischof von Krakau ernannt. Im selben Jahr unterstützte er die Gründung des Paulinerklosters auf dem Jasna Góra in Tschenstochau.
Während des durch Ludwigs Tod ausgelösten Interregnums von 1382 bis 1384 sprach Radlica sich offen für den Herrschaftsanspruch des Hauses Anjou und für die Gründung der Polnisch-Litauischen Union aus. 1384 empfing er Prinzessin Hedwig von Anjou in Krakau. Er unterstützte sie bei ihrer Krönung und war bei ihrer Hochzeitszeremonie anwesend. Zudem erhielt er von der neuen Königin eine von ihr persönlich gestickte Rationale. Diese ist bis heute erhalten und wird von den Krakauer Bischöfen bei wichtigen Zeremonien und Feiern getragen. 1390 gründete Radlica zusammen mit Hedwig ein Benediktinerkloster im Krakauer Stadtteil Kleparz. Außerdem setzte er sich für den Wiederaufbau der Jagiellonen-Universität ein, deren Entwicklung seit dem Tod König Kasimirs stagnierte. Er starb am 12. Januar 1392 und wurde in der Wawel-Kathedrale begraben.